# Wychowanie obywatelskie
Wychowanie obywatelskie (także, edukacja obywatelska) – wychowanie człowieka do życia w społeczeństwie obywatelskim, przygotowujące go do roli obywatela. 
Wychowanie obywatelskie jest przedmiotem edukacji w wielu krajach, wprowadzonym na przełomie XX i XXI wieku.
W Polsce przedmiot ten jest nauczany w ósmej klasie szkoły podstawowej 
i liceum. Zwykle stanowi część przedmiotu "Wiedza o społeczeństwie" (poza wychowaniem obywatelskim, obejmująca także wychowanie do aktywnego udziału w życiu gospodarczym).